# Daniel Pineda
Daniel Pineda, född 5 november 1993, är en colombiansk bågskytt. Han deltog vid olympiska sommarspelen 2012 och olympiska sommarspelen 2020.